# Sword of Honour
Sword of Honour (Espada de Honra (título em Portugal) ) é um filme britânico de 1939, do gênero drama, dirigido por Maurice Elvey e estrelado por Geoffrey Toone, Sally Gray, Wally Patch e Peter Gawthorne. Um recruta em Sandhurst, inicialmente, causa um má impressão, mas continua a provar a si mesmo por andar no Grand National.

## Elenco
- Geoffrey Toone - Bill Brown
- Sally Gray - Lady Moira Talmadge
- Dorothy Dickson - Sra. Stanhope
- Donald Gray - Stukely
- Wally Patch - Pomeroy Brown
- Peter Gawthorne - Lord Carhampton
- Frederick Culley - Duque de Honiton
- Maire O'Neill - Biddy
- Gordon Begg - Grandpa Brown
- Cyril Smith
- Charles Eaton - Cameo